# Kristian Novak
Kristian Novak (Baden-Baden, Njemačka, 14. svibnja 1979.), hrvatski književnik i jezikoslovac, profesor na Odsjeku za germanistiku Filozofskoga fakulteta u Zagrebu. Dvostruki je dobitnik nagrade Tportala za roman godine (2014. i 2017.), književne nagrade Ksaver Šandor Gjalski te Nagrade Fran Galović.

## Životopis
Potječe iz međimurske obitelji koja je radila u Njemačkoj. Otac je bio inženjer u Mercedes Benzu, a majka radila u tvornici Salamander Bund. Osnovnu školu pohađa u Vrhovljanu, kamo se obitelj smjestila nakon očeve smrti. Gimnaziju polazi u Čakovcu. Pravni fakultet u Zagrebu upisuje 1997., no napušta ga kako bi mogao studirati humanistička područja. Iduće godine upisuje germanistiku i kroatistiku na Filozofskom fakultetu u Zagrebu.
Tijekom studija počeo je raditi na svom prvom romanu o međimurskim studentima u Zagrebu. Roman je pod naslovom "Obješeni" objavljen 2005. u Čakovcu. Diplomirao je 2005. te ubrzo počeo raditi na Odsjeku za germanistiku. Doktorirao je 2011. na Filozofskom fakultetu u Zagrebu. Na Filozofski fakultet u Rijeci prelazi 2012. U razdoblju od 1998. do 2009. je reprezentativac Hrvatske u karateu, osvajač više europskih i svjetskih medalja te stipendist i kategorizirani vrhunski sportaš HOO-a.
Pažnju kritike privukao je drugim romanom “Črna mati zemla” (2013.), koji je preveden na više stranih jezika. Glavna radnja prati mladog zagrebačkog pisca međimurskih korijena. U oba romana je ukomponirao međimursku kajkavicu. Novakov treći roman “Ciganin, ali najljepši” (2016.) je osvojio književnu nagradu Ksaver Šandor Gjalski i nagradu "Fran Galović" kao najbolje prozno ostvarenje. Riječ je o romanu širokog zamaha, s okosnicom u lokalnom stanovništvu i Romima u Međimurju, ali i znatno širim spektrom društvenih pojava, biografija i kulturnih krugova kojima se bavi. Ima elemente kriminalističkog žanra, a čitatelj saznaje priču od četiriju pripovjedača. Prema romanu je nastala kazališna predstava. Praizveden je u Hrvatskom narodnom kazalištu u Zagrebu 30. prosinca 2017. godine. Praizvedba je u režiji Ivice Buljana i adaptaciji Ivora Martinića.
Autor je sociolingvističke studije "Višejezičnost i kolektivni identiteti iliraca" (2012). Mladenačka poezija mu je uvrštena u Antologiju međimurske mlade lirike (2011).
Knjigu "Slučaj vlastite pogibelji" objavio je 2023. godine, a po njoj je nastala i istoimena kazališna predstava proizvedena u varaždinskom HNK-u.